# EA Sports FC 24
EA Sports FC 24 је симулациона видео игра са фудбалском темом коју су развили ЕА Ванкувер и ЕА Румунија, а објавила ЕА Sports. ЕА Sports FC 24 је прва игрица у серијалу ЕА Sports FC која је следбеник успешном серијалу видео игара FIFA, након што је Електроник Артс-ово партнерство са FIFA-ом завршено са игрицом FIFA 23. 
EA Sports FC 24 је 31. укупан део ЕА-ових фудбалских симулационих игара, а објавњена је широм света 29. септембра 2023. године за Nintendo Switch, PlayStation 4, PlayStation 5, Windows, Xbox One и Xbox Series X/S.

## Насловна слика
На насловној слици стандардног издања игре налази се нападач Манчестер Ситија Ерлинг Халанд, а на насловној слици Ултимејт издања игре налазе се 31 легендарних и бивших играча из целог света. Мећу значајним личностима су Џуд Белингем, Вирџил ван Дајк, Сон Хјунг-мин, Зинедин Зидан, Пеле и Дејвид Бекам.
Када је откривена насловна слика Ултимејт издања, фанови су коментарисали слабу сличност многих фигура са играчима из стварног живота које су представљали, доводећи у питање да ли би сличности у игри такође биле лоше. Потпредседник Електроник Артс-а Џон Шепард убрзо је изјавио да ће сличности у игри бити побољшане. Шепард је објаснио да је ЕА желео да укључи велики број играча како би одразио многе лигашке и клупске лиценце које су имали за EA Sports FC 24, и да је бављење одобрењима за толико играча и дресовима учинило дизајн насловне слике сложенијим. ЕА је такође добила утиске од играча након што је насловна слика дебитовала. Поред бриге за графику игре, фанови су се шалили и на рачун фигура и колико су нека лица испала ненамерно смешно,  нарочито фигура Андреа Пирла који изгледа „изгубљено“.Фигура Пирла је вероватно била касни додатак насловној слици јер се Пирло није појавио у другом промотивном материјалу објављеном у исто време.
Фанови су такође приметили одсуство Килијана Мбапеа, Лионела Месија и Кристијана Роналда са насловне слике Ултимејт издања.

## Карактеристике

#### Ултимативни Тим
Раније коришћена скраћеница „ФУТ“ (ФИФА Ултимативни Тим, енг. FIFA Ultimate Team) у претходним играма у FIFA серијалу, Ултимативни Тим се сада зове EA Sports FC 24 Ултимативни Тим (енг. EA Sports FC 24 Ultimate Team) и користи скраћеницу „УТ“ (енг. UT). Ултимативни Тим уводи Еволуције, омогућавајући играчима да побољшају вештине играча који испуњавају услове, стилове игре и оцене играча, као и да побољшају дизајн и позадину икона играча.
Поред тога, играчи и играчице се сада могу бирати у истом тиму. ЕА Sports је објавио да су у списку издања Алексија Путејас, Ерлинг Халанд, Кевин Де Брујне и Килијан Мбапе изједначени за највишу оцену (91).
Ултимативни Теам садржи осам нових икона које означавају пензионисане легенде, укључујући првих пет женских икона, Миа Хем, Биргит Принц, Хомаре Сава, Камил Абили и Кели Смит, поред Зика, г. Боби Чарлтона и Франка Риберија. Поред тога, представљена су прва три женска Хероја – ниво одмах испод икона за препознавање пензионисаних звезда и прослављање посебних тренутака, који је први пут представљен у игри FIFA 22: Надин Кеслер, Соња Бомпастор и Алекс Скот (која се раније појављивала као емитер пружање ажурирања из других утакмица у режиму каријере почевши од FIFA 22).

#### Играње на више платформа
EA Sports FC 24 подржава играње на више платформа, односно између играча који играју на конзолама исте генерације. Играње на више платформа подржава PlayStation 5, Xbox Series X и Series S, и Windows, док играчи који играју на PlayStation 4 могу играти с играчима који играју на Xbox One.

#### Ажурирања за Nintendo Switch
FIFA видео игре објављене за Nintendo Switch од FIFA 20 биле су "класична" издања, од којих је свака очувала исту игру као FIFA 19 са само мањим ажурирањима (обично само нови комплети сваке године) у више издања. EA Sports FC 24 је била прва игра која је имала значајно ажурирање на Nintendo Switch-у, што је приближило (иако још увек технолошки заостаје) верзијама за друге платформе.
Погон игре Фростбајт (енг. Frostbite) се користи за покретање Switch верзије по први пут, пружајући сличан начин играња као на PlayStation 4 и Xbox One верзијама игре. Искуство Ултимејт Тима и ВОЛТА Фудбала (начин игре који представља играње на више платформа) су такође побољшани у складу са општом верзијом, али упркос томе, игра не подржава играње на више платформи ни са PlayStation 4 ни са Xbox One-ом. Употреба Фростбајта је укључивала ограничавање брзине фрејмова на 30 FPS-а, када је раније била већа.
Ултимејт издање игрице такође није било издато за Nintendo Switch.

## Лиценце
ЕА Sports и FIFA су 10. маја 2022. године, објавили да ће њихов дугорочни уговор о лиценцирању престати са закључењем 31. децембра 2022., након једногодишњег продужења како би се омогућило објављивање FIFA 23. Истог дана, ЕА је објавио да ће њихов серијал фудбалских видео игрица FIFA бити ребрендиран под именом EA Sports FC 2023. године и да су задржали лиценце за играче, тимове, стадионе и лиге. Нове лиценце набављене за EA Sports FC 24 укључују разне женске лиге, укључујући шпанску Лигу Ф и немачку Фрауен-Бундеслигу. ЕА је такође открила на догађају за презентацију игре у јулу 2023. да су склопили ексклузивне уговоре са УЕФА-ом, Енглеском Премијер лигом и шпанском Ла Лигом, и да ће своја такмичења укључити у серијалу EA Sports FC.
Рома, Аталанта, Лацио и Наполи нису представљени у EA Sports FC 24 због својих уговора о ексклузивности са ривалском игром EFootball, већ су познати као Roma FC, Bergamo Calcio, Latium и Napoli FC. Игра задржава личност играча, али званична значка, дресови и стадиони су замењени прилагођеним дизајном и генеричким стадионима које је креирао ЕА Sports. Бајерн Минхен и Барселона учествују у игри са лиценцираним играчима и дресовима, али на генеричким стадионима због недостатка лиценци за стадион.
Поред тога што игра наставља да има популарну музику, неколико музичких уметника удружило се са ЕА како би дизајнирали дресове који би могли да се користе у игри. Дресови које су дизајнирали Мајкл Брун и Обонгјахар били су доступни за куповину, док је један који су дизајнирали Ролинг Стонси може бити откључан. Дрес Ролинг Стонса у игри је објављен убрзо након што су играчи Барселоне носили праве Ролинг Стонс дресове који су садржали лого Ролинг Стонса.
EA Sports FC 24 је такође прва игра у серијалу која укључује лиценцу за Златну Лопту (Ballon D'Or).
EA Sports FC 24 нема синхронизацију за српске коментаторе утакмица. У Енглеској синхронизацији су коментатори Дерек Реј и Стјуарт Робсон.

#### УЕФА Европско првенство 2024.
У новембру 2023. године објављено је да је EA Sports преузео права за UEFA-ино Европско првенство 2024. године и да ће ажурирање финалног турнира Европског првенства 2024. године које се може преузети стићи у игрицама EA Sports FC 24, EA Sports FC Mobile и EA Sports FC 24 Online у лето 2024.

## Рецензије
EA Sports FC 24 је добио „генерално повољне“ критике, према агрегатору рецензија Метакритик-у.
IGN-ов Ендру МекМехон и Ричард Вејклинг из ГејмСпот-а су оценили игру са 7/10, процењујући да је веома слична претходним FIFA игрицама са неким додацима, али углавном постепеним побољшањима њеног дугогодишњег играња.
МекМехон и Вејклинг су похвалили додатни реализам и глаткоћу HyperMotion-а, ажурирану графику и анимације; обојица су такође критиковали вештачку интелигенцију, рекламирану као побољшана од оне из FIFA серије, као разочаравајућу, посебно код голмана. Похвалили су више нових развоја, укључујући мод Еволуције Ултимејт Тим-а. МекМехон је описао стилове играња као „стварно импресивни“ по томе колико је атрибута играча ухваћено, и да примена стилова играња на прилагодљиве играче „[чини] свет разлике“. Вејкелинг је рекао да је „осећај изводити [релевантне] радње много задовољнији“ на основу стилове играња фигуре.
Рецензенти су позитивно одговорили на укључивање женских играчица у Ултимативни Тим, јер додаје не само више опција за играче већ и више избора за изградњу тима с обзиром на различите стилове и атрибуте. МекМехон је био задовољан носталгичном ВОЛТА-ом, али је био разочаран развојем мода каријере, и он и Вејклинг су их сматрали штетним.

#### Рецензије издања за Nintendo Switch
Крис Скулион из Нинтендо Лајф-а дао је игри 8/10 звездица, славећи сваки паритет са другим конзолама и многим новим опције играња за Свич играче. Посебно је истакнуто искуство Ултимативног Тима, нешто што је раније била реплика верзије из FIFA 17 на Свич-у, а сада укључује нов садржај који је постепено додаван током претходних седам година на другим конзолама. Закључио је да је то „најбоља фудбалска игрица икада објављена на Нинтендо систему.“ МекМехонова рецензија Свич верзије EA Sports FC 24 упоредила је са истом игром на другим конзолама, уместо да је пореди са прошлим FIFA издањима на Свич-у, и оценила га је са 4/10 звездица. Он је приметио да је недостатак HyperMotion-а био штета сам по себи, и да је то учинило да функција стилова играња буде веома ограничена. Упоредивши играње и графику са нечим из 2006. године, МекМехон је такође приметио да многа ажурирања за графику која су чинила игру модернијом нису била у верзији за Свич. Такође је сматрао да је то најбоља фудбалска игра за ручне конзоле, али је саопштио да „ако имате могућност онда ћете наћи много угоднију и модернију верзију на било којој другој платформи.“
Конор Кристи из Покет Тактикс-а оценио је игру са 8/10 звездица, рекавши да је течна упркос смањеној брзини фрејмова.

#### Продаја
EA Sports FC 24 је достигао 11,3 милиона играча у првој недељи. Била је најпродаванија видео-игра што се тиче физичких копија у Великој Британији две недеље након објављивања.